# Tone Ryosuke
Ryosuke Tone (刀根 亮輔 (Đao-Căn Lượng-Phụ) Tone Ryōsuke, sinh ngày 29 tháng 10 năm 1991 ở Kitakyūshū, Fukuoka) là một cầu thủ bóng đá người Nhật Bản hiện tại thi đấu cho Oita Trinita.

## Thống kê sự nghiệp câu lạc bộ
Cập nhật đến ngày 23 tháng 2 năm 2018.
| Thành tích câu lạc bộ | Thành tích câu lạc bộ | Thành tích câu lạc bộ | Giải vô địch | Giải vô địch | Cúp                   | Cúp                   | Cúp Liên đoàn | Cúp Liên đoàn | Tổng cộng | Tổng cộng |
| Mùa giải              | Câu lạc bộ            | Giải vô địch          | Số trận      | Bàn thắng    | Số trận               | Bàn thắng             | Số trận       | Bàn thắng     | Số trận   | Bàn thắng |
| Nhật Bản              | Nhật Bản              | Nhật Bản              | Giải vô địch | Giải vô địch | Cúp Hoàng đế Nhật Bản | Cúp Hoàng đế Nhật Bản | Cúp Liên đoàn | Cúp Liên đoàn | Tổng cộng | Tổng cộng |
| --------------------- | --------------------- | --------------------- | ------------ | ------------ | --------------------- | --------------------- | ------------- | ------------- | --------- | --------- |
| 2010                  | Oita Trinita          | J2 League             | 21           | 2            | 1                     | 0                     | -             | -             | 22        | 2         |
| 2011                  | Oita Trinita          | J2 League             | 22           | 0            | 0                     | 0                     | –             | –             | 22        | 0         |
| 2012                  | Tokyo Verdy           | J2 League             | 8            | 0            | 1                     | 0                     | –             | –             | 9         | 0         |
| 2013                  | Tokyo Verdy           | J2 League             | 29           | 1            | 0                     | 0                     | –             | –             | 29        | 1         |
| 2014                  | Nagoya Grampus        | J1 League             | 3            | 0            | 0                     | 0                     | 1             | 0             | 4         | 0         |
| 2015                  | V-Varen Nagasaki      | J2 League             | 21           | 0            | 2                     | 0                     | –             | –             | 23        | 0         |
| 2016                  | Giravanz Kitakyushu   | J2 League             | 17           | 0            | 0                     | 0                     | –             | –             | 17        | 0         |
| 2017                  | Giravanz Kitakyushu   | J3 League             | 28           | 2            | 0                     | 0                     | –             | –             | 28        | 2         |
| Tổng cộng sự nghiệp   | Tổng cộng sự nghiệp   | Tổng cộng sự nghiệp   | 149          | 5            | 4                     | 0                     | 1             | 0             | 154       | 5         |